# Alsodes australis
Alsodes australis es una especie de anfibio de la familia Alsodidae.

## Distribución geográfica
Conocido con certeza sólo de la localidad tipo (Puente Traihuanca, Provincia General Carrera, Región de Aisén, Chile). Los registros de Argentina fueron atribuidos a Alsodes gargola. 

## Taxonomía
La validez de la especie se encuentra en evaluación, es posible que en realidad sea un sinónimo de Alsodes coppingeri o de Alsodes gargola.

## Estado de conservación
Se encuentra categorizada como especie con datos insuficientes (DD). Una posible amenaza de esta especie son los salmones introducidos y el visón americano, pero se sabe poco de las consecuencias. 